# جوانا جانسن
جوانا جانسـِن (انگلیسی: Joanna Johnson؛ زادهٔ ۳۱ دسامبر ۱۹۶۱) یک هنرپیشه، تهیه‌کننده و فیلم‌نامه‌نویس اهل ایالات متحده آمریکا است.
از فیلم‌ها یا مجموعه‌های تلویزیونی که وی در آن‌ها نقش داشته است می‌توان به پرورشگاهی ها و مشکل خوب اشاره نمود.